# ヴィトルト・マウツジンスキ
ヴィトルト・マウツジンスキ（ポーランド語: Witold Małcużyński、1914年8月10日 ワルシャワ近郊コジチン - 1977年7月17日 マヨルカ島パルマ）はポーランドのピアニスト。

## 略歴

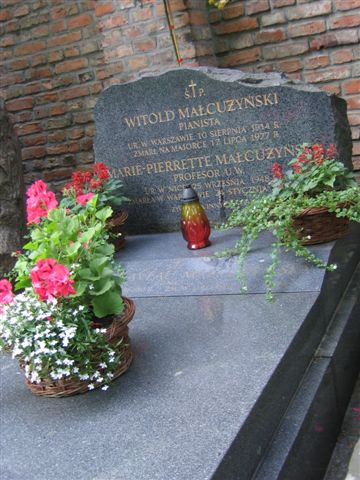
ポヴァンツキ霊園のマウツジンスキの墓碑

1914年、 ワルシャワ近郊・コジチンで生まれた。5歳でピアノを始めたものの、父の勧めにより当初は法学と哲学を修習するつもりであった。しかし、音楽への情熱を断ちがたく、ワルシャワ音楽院でフェルッチョ・ブゾーニ門下のユゼフ・トゥルチンスキに師事した。1936年には、元ポーランド共和国首相で19世紀ロマン派ピアニストの黄金時代を知るイグナツィ・パデレフスキの薫陶も受けた。
1937年に開かれたショパン国際ピアノコンクールで第3位に入賞した後、パリ音楽院に留学してイシドール・フィリップやマルグリット・ロン等の教えも受けている。また、パリではフランスのピアニストであったコレット・ガヴォー（Colette Gaveau）と結婚した。
第二次世界大戦
ナチスの侵攻にフランスが降伏すると、コレット夫人とともにポルトガルに逃れ、そこで思いがけずグジェゴシュ・フィテルベルクと出逢った。フィテルベルクから南米での演奏旅行を持ちかけられ、1940年10月にアルゼンチンに行き、1942年4月にはアメリカ合衆国に移った。戦後はスイスに移住してその地に暮らした。1977年にパルマで死去。
没後、ワルシャワのポヴァンツキ霊園に埋葬された。

## 演奏ならびにその特徴
ショパンの解釈に定評があった。

## 家族・親族
- 妻：コレット・ガヴォーはピアニスト。
- 弟：カロル・マウツジンスキ（Karol Małcużyński (ポーランド語版), 1922年-1984年）はライターで政治家である。